# Chiesa dei Santi Vittore e Carlo
La chiesa dei Santi Vittore e Carlo è un edificio religioso del centro storico di Genova, situata in via Balbi. La sua comunità parrocchiale fa parte del vicariato “Centro Ovest” dell'arcidiocesi di Genova.

## Storia
La chiesa, sita in via Balbi, di fronte al palazzo Reale ed accanto al palazzo dell'Università, fu progettata nel 1629 dall'architetto Bartolomeo Bianco e terminata nel 1635 dai frati carmelitani scalzi, i quali la officiarono fino al 1974. All'anno 1743 risale la facciata a loggiato, costruita a spese di Eugenio Durazzo e decorata con marmi e stucchi.
Fondatore della chiesa, inizialmente intitolata solo a san Carlo, fu il carmelitano scalzo P. Agatangelo di Gesù e Maria (al secolo Giovanni Agostino Spinola), che acquistò il terreno e finanziò la costruzione della chiesa, affidandone il progetto al Bianco; a causa di incomprensioni intervenute tra l'architetto e i religiosi, il Bianco abbandonò la direzione dei lavori nel 1631; la costruzione fu proseguita direttamente dai carmelitani secondo il progetto originario, senza la supervisione di alcun architetto, e inaugurata il 4 novembre del 1635, nella ricorrenza del santo titolare. L'edificio fu però del tutto completato solo nel 1673.
Nel 1743 Gerolamo Durazzo finanziò la ristrutturazione della facciata con le decorazioni a marmi e stucchi. Nel 1798 il convento fu soppresso per decreto della Repubblica Ligure e abbandonato dai carmelitani; la chiesa, passata al clero secolare, l'anno seguente divenne sede parrocchiale in sostituzione di quella di San Vittore, sconsacrata e chiusa al culto (e poi demolita negli anni trenta dell’Ottocento per l'apertura della "carrettiera Carlo Alberto"), il cui titolo fu aggiunto a quello di San Carlo. Nel 1847 l'arcivescovo Placido Maria Tadini richiamò ad officiarla i carmelitani.
Due bombardamenti aerei nel maggio del 1944 causarono gravi danni alla chiesa. Il cardinale Giuseppe Siri consacrò la chiesa il 9 giugno 1962. Nel gennaio 1974, lo stesso arcivescovo ne affidava la cura alla pia unione "Fraternità della Santissima Vergine Maria".

## Descrizione

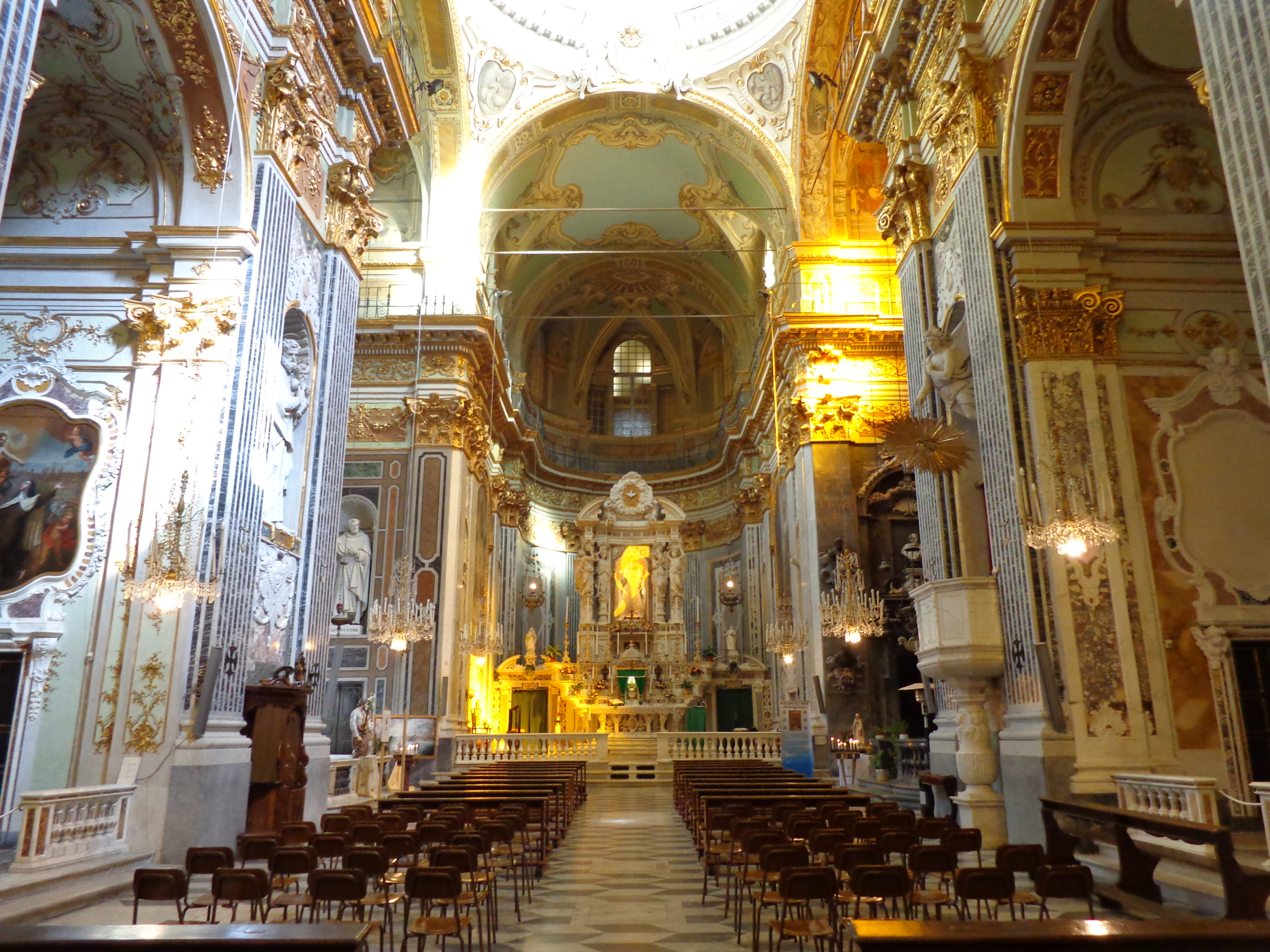
Interno

A causa della natura del terreno, in forte pendenza nel lato a monte di via Balbi, il piano della chiesa è rialzato e dalla strada vi si accede tramite una scala a due rampe; l'interno, a una sola navata, ha pianta a croce latina, scandita da sei cappelle laterali e coronata dalla cupola all'incrocio tra la navata e il transetto; tutta la decorazione, escluse le settecentesche figure di Virtù dipinte da Domenico Parodi nei peducci della cupola, fu eseguita tra il 1890 e il 1898 sotto la direzione di Maurizio Dufour, ricordato da un busto all'inizio della scala sinistra d'accesso alla chiesa (un'altra statua marmorea, all'inizio della scala destra, opera di Giovanni Giacomo Paracca detto il "Valsoldo", raffigura Giovanni Agostino Centurione che fu commendatario in San Vittore).
L'imponente altare maggiore, opera dello scultore settecentesco G.B. Casella, proveniente dalla cappella Sauli della scomparsa chiesa di San Domenico, fu collocato nella chiesa nel 1867.

## Opere d'arte

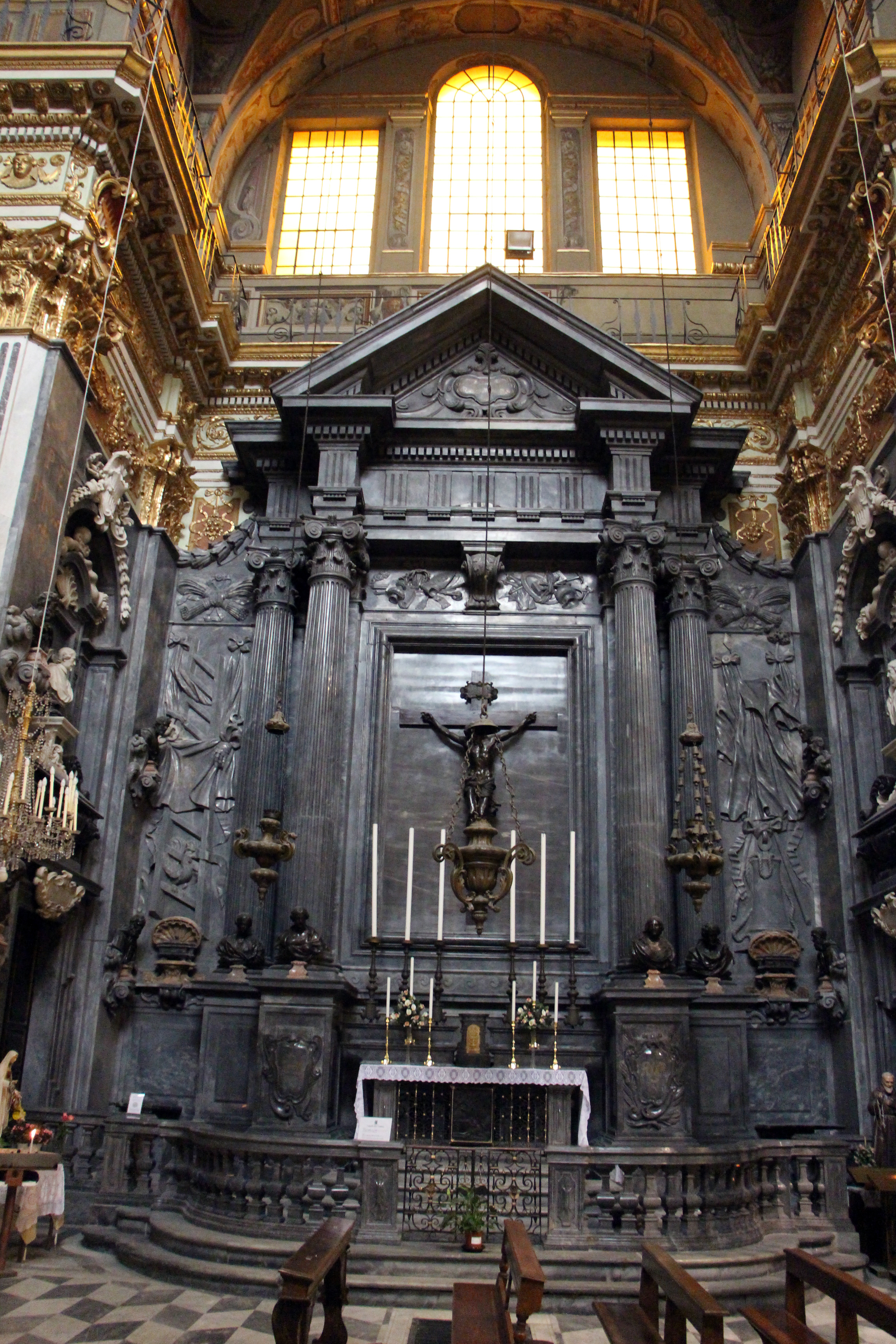
La cappella Franzoni

La chiesa conserva un ricco corredo pittorico e numerose statue. Tra i quadri più interessanti, un San Giovanni della Croce di Domenico Piola, Santa Teresa di Giovanni Andrea Carlone, i Santi Anna, Francesco di Paola e Liborio di Lorenzo De Ferrari, oltre a tele di Orazio De Ferrari (Presepe e Adorazione dei Magi) e di Giovanni Maria delle Piane detto il Mulinaretto.
Tra le sculture figurano un'opera lignea di scuola del Maragliano, le statue del bolognese Alessandro Algardi nella cappella Franzoni, tra cui un grande crocifisso in bronzo, e una Madonna del Carmine di Filippo Parodi (1678) oltre ad angeli e due santi (1680), sempre del Parodi.

### LaMadonna della Fortuna
Un cenno particolare va alla seicentesca statua lignea raffigurante la Madonna col Bambino, conosciuta popolarmente come Madonna della Fortuna e assai venerata dai genovesi, proveniente dalla scomparsa chiesa di San Vittore.
Secondo la tradizione, questa statua, a cui è legata una leggenda popolare, era la polena di una nave irlandese naufragata a causa di una tempesta abbattutasi sul porto di Genova il 17 gennaio 1636. Recuperata da due abitanti del borgo di Prè fu deposta inizialmente in un magazzino. Alla statua fu attribuito il miracoloso salvataggio di una bimba caduta da una finestra di quello stesso edificio ove era conservata. Il prodigio fu confermato dal papa Urbano VIII e la statua, alla quale fu attribuito il titolo di Nostra Signora della Fortuna, fu solennemente incoronata il 17 gennaio del 1637, primo anniversario del naufragio, ed esposta alla venerazione dei fedeli nella chiesa di San Vittore, da cui fu trasferita in San Carlo nel 1799.